# Фонарь

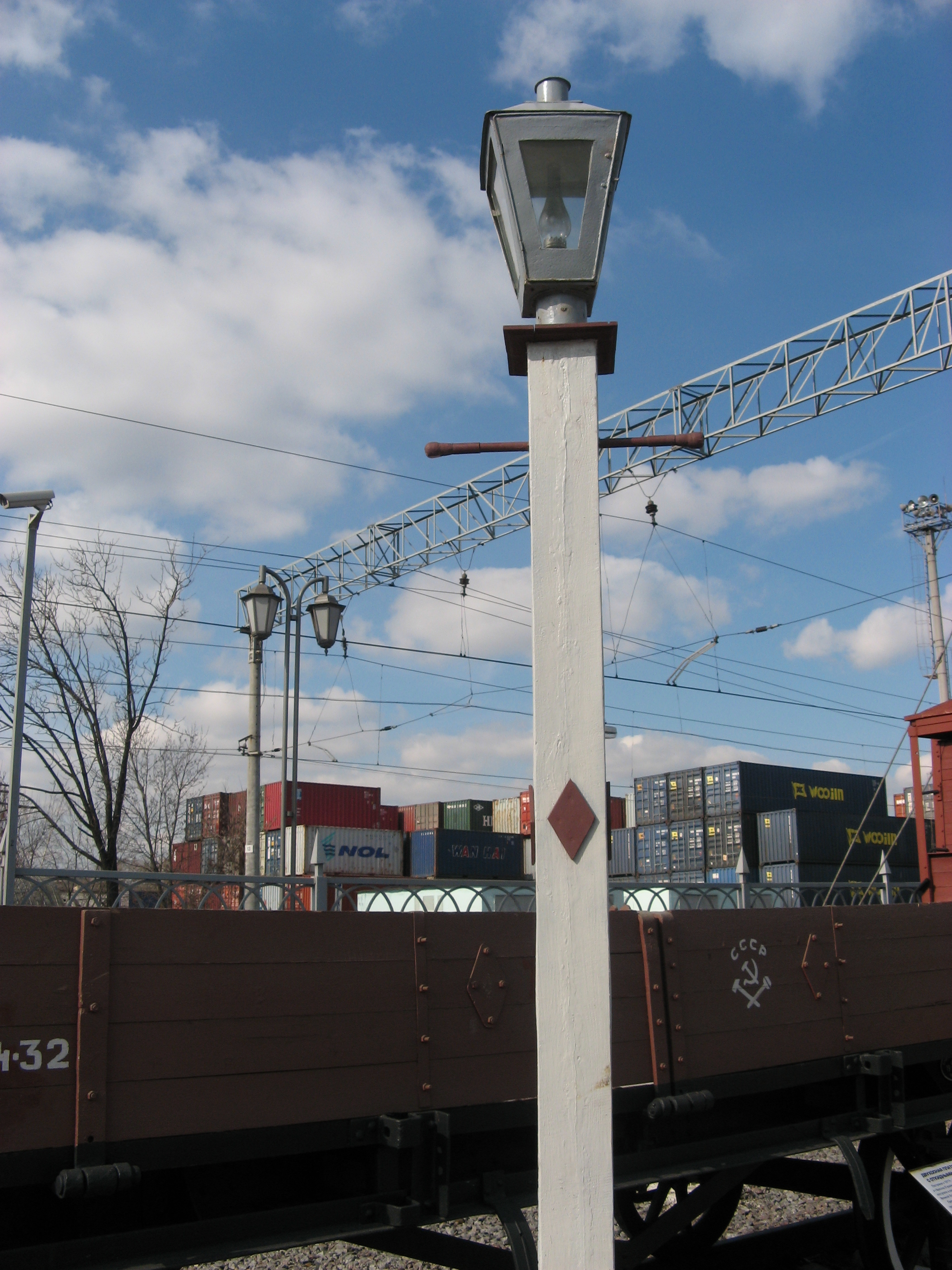
Станционный керосиновый фонарь XIX века в железнодорожном музее на Рижском вокзале в Москве

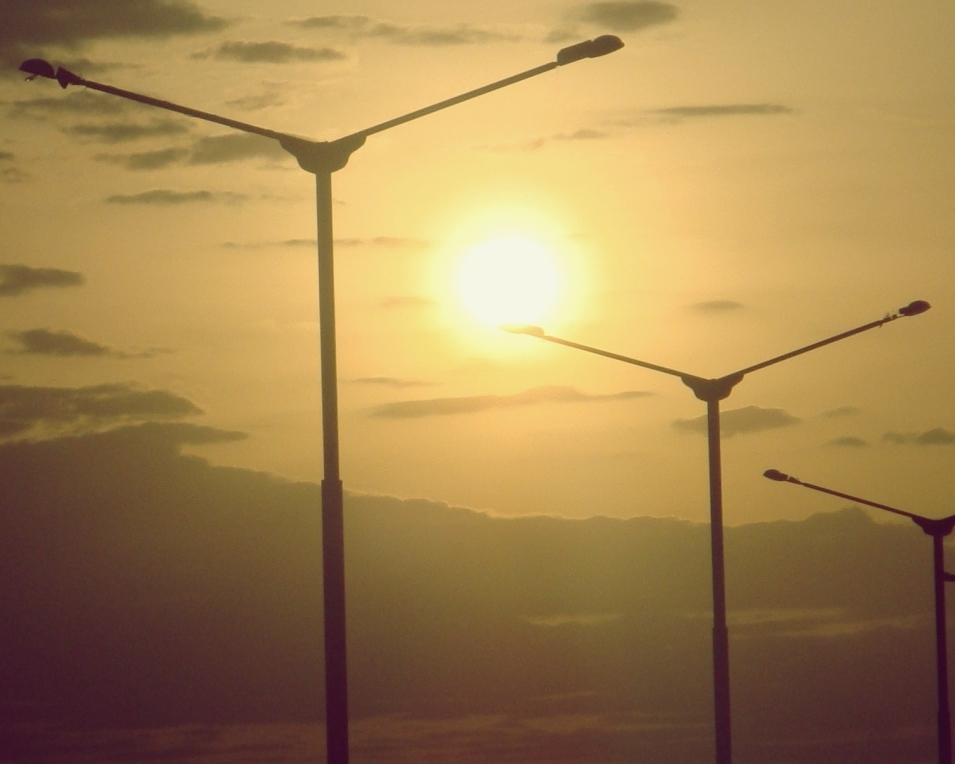
Фонари в Туркменистане

Фона́рь (от др.-греч. Φανάριον) — переносной или стационарный искусственный источник света. Прибор для освещения отдельных участков пространства в тёмное время суток. Этимология слова фонарь восходит к греческому обозначению светильника

## История
Первые упоминания ручных фонарей относятся к эпохе Античности. Аристотелев фонарь стал прообразом животного органа. Известно, что Диоген Синопский ходил с фонарем по улицам и произносил фразу «Ищу человека». Примерно в то же время (III в до н. э.) на Востоке появляются китайские фонарики и впоследствии устанавливается Праздник фонарей. В Древнем Риме существовала профессия фонарщика (lanternarius), который должен был освещать путь в ночи. В Библии существует единственное упоминание фонарей, когда римские солдаты приходят арестовать Христа (Ин. 18:3).
В средневековой Германии зародился обычай праздновать день святого Мартина (11 ноября) шествием с фонариками. В конце Средневековья в Англии появились уличные фонари. В Лондоне их впервые зажгли в 1417 году по указу мэра Генри Бартона. Тогда в фонарях использовали свечи.
В 1669 году голландец Ян ван дер Хейден изобретает конструкцию уличного фонаря на основе масляной лампы с хлопковым фитилём. Квартал красных фонарей в Амстердаме стал ассоциироваться с публичными домами. В XVII веке появляется проектор под названием волшебный фонарь. В 1720 году масляные фонари со стеклами появились и в Санкт-Петербурге. В качестве топлива использовалось конопляное масло, а обслуживанием фонарей занимались фурманщики. На Дальнем Востоке распространение получают японские фонари.
В 1807 году в Лондоне появились газовые фонари Уильяма Мердока, а в 1839 году их стали зажигать и в Санкт-Петербурге.
В 1879 году на Литейном мосту зажглись электрические фонари Яблочкова. В 1883 году они стали освещать и Невский проспект.

## В искусстве
- В 1847 году Ханс Кристиан Андерсен пишет сказку «Старый уличный фонарь» (Gadelygte)
- В 1912 году Александр Блок написал произведение «Ночь, улица, фонарь, аптека»
- В 1923 году Корней Чуковский пишет стих Муха-Цокотуха, в которой упомянут «маленький фонарик» в руках Комара.